# Norberto Mola
Norberto Mola (Torino, 26 settembre 1902 – Asti, 2 settembre 1973) è stato un direttore di coro e direttore d'orchestra italiano.

## Biografia
Diplomatosi in pianoforte, inizia la sua attività artistica nei teatri di provincia, ma lavora anche a Milano (Teatro Carcano, Teatro Dal Verme, Teatro alla Scala), all'Arena di Verona, al Teatro Regio di Torino, al Balbo, al San. Martino, al Romano, in qualità di maestro sostituto o di maestro concertatore e direttore d'orchestra in opere ed operette, riviste e balletti.
Dopo due stagioni estive al Teatro Puccini di Rodi come direttore d'orchestra, nel 1925 viene chiamato alla Scala di Milano da Arturo Toscanini con la mansione di maestro sostituto e direttore d'orchestra per gli spettacoli di ballo; conserverà l'incarico per vari anni, diventando poi sostituto maestro del coro di Vittore Veneziani.
Pur rimanendo sempre nell'ambito scaligero, nell'aprile del 1951 è chiamato a dirigere il coro per le celebrazioni del centocinquantenario del Teatro Comunale Giuseppe Verdi di Trieste. Nell'estate sempre del 1951 è Direttore del coro per la stagione estiva al Castello di San Giusto sempre a Trieste. Dal 1955 diviene il Direttore del coro del Teatro alla Scala, dirigendolo anche nelle tournée svoltesi  in tutte le capitali Europee. Si chiude nel 1963 (per raggiunti limiti d'età) la sua carriera scaligera. Ma nell'autunno dello stesso anno riprende la sua attività partendo in tournée per Dallas in (Texas), dove ricopre il ruolo di Maestro del coro al Civic Opera, per nove stagioni consecutive. Contemporaneamente, nel 1964 riscuote grande successo la sua tournée a Rio de Janeiro in Brasile.
Appassionato amante della montagna, è solito condividere pareri ed esperienze con l'amico fraterno Maestro Ettore Zapparoli.
Deceduto ad Asti il 2 settembre 1973, riposa al cimitero di Villar Dora, paese situato all'imboccatura della Valle di Susa.

## Discografia
- 1955 – Puccini, Madama Butterfly  – Callas, Gedda, Karajan (Naxos Historical)
- 1955 – Bellini, La Sonnambula – con Maria Callas, Giuseppe Modesti, Orchestra e Coro della Scala, Dir. Leonard Bernstein (EMI Classics)
- 1955 – Mascagni, Cavalleria rusticana – con Giuletta Simionato, Antonino Votto, Orchestra e Coro del Teatro alla Scala di Milano, (Myto Records)
- 1989 – Bellini, Norma (Angel Records)
- 1990 – Maria Callas & Giuseppe di Stefano – Italian Opera Duets – Herbert von Karajan, Orchestra e Coro del Teatro alla Scala di Milano, (Emi Classic)
- 2002 – Donizetti, L'elisir d'amore (Angel Records)